# Salsola tetramera
Salsola tetramera är en amarantväxtart som beskrevs av Viktor Petrovitj Botjantsev. Salsola tetramera ingår i släktet sodaörter, och familjen amarantväxter. Inga underarter finns listade i Catalogue of Life.